# Mono-ha

Phase of Nothingness (1969), Installation: eau, acier, laque,, Musée d'art métropolitain de Tokyo

Mono-ha est le nom d'un mouvement artistique japonais actif de 1968 à 1975. Les artistes de Mono-ha ont exploré la rencontre entre les matériaux naturels et industriels tels que la pierre, le sol, les plaques d'acier, le verre, les ampoules électriques, le coton, l'éponge, le papier, le bois, le fil, la corde, le cuir, l'huile, la paraffine et l'eau, en les arrangeant, seuls ou en combinaison les uns avec les autres, en grande majorité sous une forme brute et de manière éphémère. Les travaux se concentrent autant sur l'interdépendance entre ces différents éléments et l'espace environnant que sur les matériaux eux-mêmes.

## Mono-ha: histoire, sous-groupes et démarches artistiques
Mono-ha signifie littéralement « École (-ha) des choses (mono) ». Les artistes de Mono-ha affirment régulièrement que « Mono-ha » était un terme de dénigrement employé par les critiques (en particulier Teruo Fujieda et Toshiaki Minemura sur le Bijutsu Techo Magazine en 1973) mais aussi par certains artistes (dont Toshiaki Minemura, lui-même) qui portaient un regard critique sur le groupe Lee + Tamabi. Et cette dénomination leur fut attribuée bien après qu'ils ont commencé à exposer leur travail. Ils n'étaient pas un collectif organisé, à l'origine. Les autres groupes ont d'ailleurs quelques réticences à accepter le terme Mono-ha, qui, pour eux, s'applique plus au groupe Lee + Tamabi.
Toshiaki Minemura explique dans son essai de 1986 What Was Mono-ha?, que, en matière de formation académique et d'échange intellectuel, les artistes Mono-ha sont divisés en trois groupes :
1. Le groupe Lee + Tamabi. Il comprend Nobuo Sekine, Katsuro Yoshida, Shingo Honda, Katsuhiko Narita, Suzumu Koshimizu du département de sculpture de l'université des beaux-arts Tama (fréquemment appelée Tamabi), Kishio Suga du département de peinture, ainsi que Jirō Takamatsu et Lee Ufan, un ami de Sekine.
2. Le groupe Geidai, un groupe d'artistes autour de Kōji Enokura et Noboru Takayama, tous deux diplômés de l'université des arts de Tokyo (ou Geidai), et Hiroshi Fuji et Makoto Habu qui rejoindront le groupe plus tard.
3. Le groupe Nichidai, les étudiants du Département des beaux-arts de l'université Nihon (ou Nichidai), dont la figure centrale était Noriyuki Haraguchi. Également connu sous le nom de « Groupe Yokosuka », en raison de la formation de Haraguchi à Yokosuka[3] et de sa critique de la présence militaire locale des États-Unis par son travail[4]. À l'exception de Lee Ufan, un Sud-Coréen qui avait déménagé au Japon en 1956 et avait étudié la philosophie à l'université de Nihon et était dans la trentaine alors, tous les autres protagonistes du mouvement étaient des jeunes d'environ vingt ans qui suivaient leur troisième cycle ou qui venaient de finir leurs études à l'époque des émeutes étudiantes vers la fin des années soixante.

Ces artistes ont des points en commun avec Supports/Surfaces en France (1969-1972), Arte povera (1967, première publication en 1969) en Italie et le Minimalisme aux États-Unis, dès le début des années 1970.

« Les points de similitude entre MONO-HA, pris dans son sens large, et « Arte Povera », qui a émergé un peu plus tôt en Italie, se présentent bien comme des points de convergence, la plupart d'entre eux présentent d'ailleurs le même arrière-plan. En effet, il y avait à l'époque un sentiment ambivalent de fascination et de répulsion envers les produits de notre société industrialisée, un pressentiment de l'anéantissement de l'art pictural concomitant avec un sentiment imminent de l'effondrement de la société moderne, un héritage de l'anti-art et de l'anti-formalisme du début des années soixante-dix, certaines influences de l'Art Minimal américain, en particulier son aspiration à l'état d' « objectivité » du travail artistique, et une conviction générale que le rétablissement en tant que « guérison » de l'art pourrait être réalisé avec (par) celui de la nature. […] Un contexte social et artistique commun devait donc engendrer des mouvements similaires dans l'art de « Arte Povera » en Italie, autour de la St. Martin’s School of Art à Londres, dans le cercle de Joseph Beuys en Allemagne, et en tant que Process art aux États-Unis. »

— Toshiaki Minemura , What was ‘MONO-HA’? 

## Contexte socio-politique
Mono-ha a émergé en réponse à un certain nombre de précédents sociaux, culturels et politiques fondés dans les années 1960. À l'exception de Lee Ufan, qui avait une dizaine d'années de plus, la plupart des artistes de Mono-ha ne faisaient qu'entrer dans leur carrière lors des manifestations violentes de 1968 à 1969.
À cette époque de nombreuses manifestations se sont élevées contre la deuxième extension du traité de sécurité entre les États-Unis et le Japon (connu sous le nom de japonais abrégé comme Anpo) en 1970, obligeant le Japon à fournir un soutien logistique à la guerre du Viêt Nam. Avec les demandes de rétrocession d'Okinawa en 1972 et l'élimination des armes nucléaires qui y étaient entreposées, le climat de protestation pendant cette période était symptomatique d'une méfiance croissante envers les intentions des États-Unis vis-à-vis de l'Extrême-Orient et en raison la position dominante des États-Unis dans son rapport avec le Japon. L'activisme de la « génération Anpo » a donné lieu à une contre-construction hautement intellectuelle critique à la fois de l'impérialisme américain et de l'identification (des Japonais eux-mêmes) à une "identité japonaise", construite de plus ou moins longue date.
Les artistes de Mono-ha refusent généralement toute implication avec les mouvements militants étudiants de l'époque, bien que l'on puisse penser que le climat politique tendu a influencé leur travail, leur permettant de prendre en compte leur malaise et leurs désillusions d'avec la modernité de l'après-guerre, chacun à sa façon.

## Phase—Mother Earth, 1968

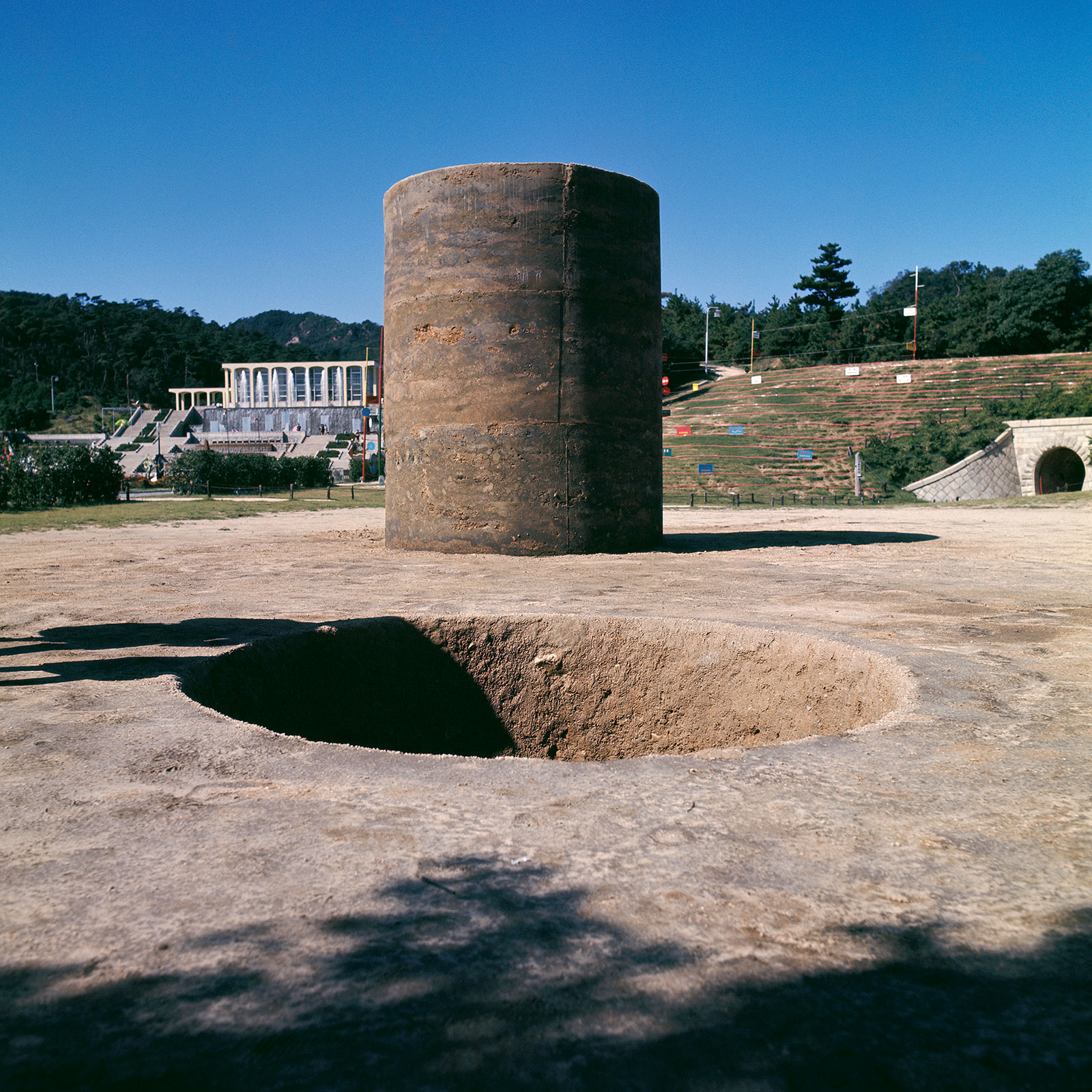
Vue de l'installation, 1ère exposition de sculpture contemporaine du parc Suma Rikyū de Kobe, 1er octobre - 10 novembre 1968. Photographe : Osamu Murai.

Phase—Mother Earth de Nobuo Sekine est considérée comme l'œuvre initiale de Mono-ha, créée à l'origine dans le Suma Rikyu Park à Kobe sans autorisation officielle. L’œuvre a été recréée en 2008. Il s'agit d'une tour cylindrique de grande taille (H 270 × D 220 cm.) en terre battue qui est extraite d'un trou cylindrique de la même forme (H 270 × D 220 cm.). Cette forme produite en 1968, Sekine commence, avec Lee Ufan, à l'évaluer depuis une nouvelle perspective et à en développer une réflexion théorique. Yoshida Katsuro, Koshimizu Takashi, Sugaki Shigeo (étudiants de la classe Yoshigasa Saito (Saito Yoshihiro) de l'université d'art de Tama) ont participé à ce groupe d'étude.
Selon Nobuo Sekine « La matière naturelle et les objets non modifiés n'ont pas été considérés comme de simples matériaux, mais en eux-mêmes signifiants et autonomes. Des tentatives ont été faites pour tirer une sorte d'expression artistique de la matière en s'engageant directement dans son être (ari-yō), sa perception [comme elle se donne à la perception] et ses [possibilités de] relations. ».

## Membres de Mono-ha
- Koji Enokura
- Noriyuki Haraguchi
- Suzumu Koshimizu
- Katsuhiko Narita
- Nobuo Sekine
- Kishio Suga
- Jiro Takamatsu
- Noboru Takayama
- Lee Ufan
- Katsuro Yoshida
- Kenji Inumaki